# Mussjön, Västerbotten
Mussjön är en sjö i Umeå kommun i Västerbotten och ingår i Umeälven-Hörnåns kustområde. Sjöns area är 0,029 kvadratkilometer och den befinner sig 35 meter över havet. Sjön avrinner via Glasbäcken till Prästsjön och därifrån vidare genom Strömsbäcken till Västerfjärden. Botniabanan passerar omedelbart söder om sjön.